# فيروسات شبيهة-EL
فيروسات شبيهة-EL (بالإنجليزية: EL-like viruses)‏ هو جنس فيروسات من فصيلة الفيروسات العضلية ضمن رتبة الفيروسات الذنبية.